# Leuciris latimargo
Leuciris latimargo är en fjärilsart som beskrevs av W. Warren 1909. Leuciris latimargo ingår i släktet Leuciris och familjen mätare. Inga underarter finns listade i Catalogue of Life.